# Lakeview Gusher
Con il termine Lakeview Gusher Number One si fa riferimento ad un'incontrollata fuoriuscita di idrocarburi da una torre di perforazione in pressione nel giacimento petrolifero Midway Sunset sito nella Contea di Kern in California, nel 1910.
Tale evento è ricordato come il più grande disastro petrolifero accidentale della storia: durato 18 mesi, ha disperso all'incirca 9 milioni di barili di greggio sul territorio.